# Ravensthorpe (Dewsbury)

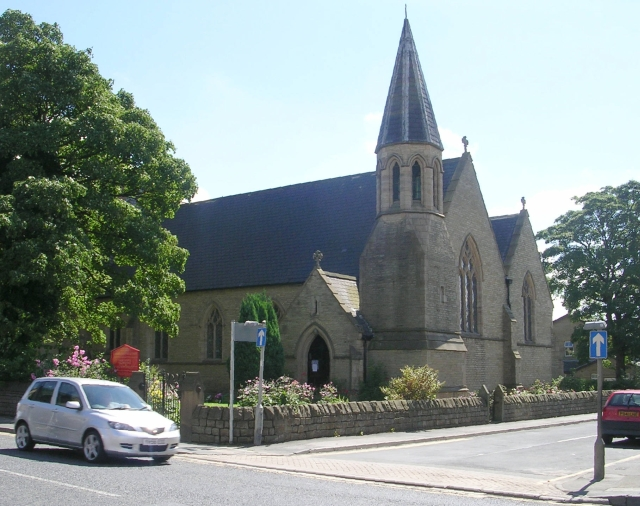
Église Saint-Saviour.

Ravensthorpe est une banlieue de Dewsbury, Royaume-Uni. Il y a une gare.